# Régiment de Lorraine dragons
Pour les articles homonymes, voir régiment de Lorraine.
Le régiment de Lorraine dragons est un régiment de cavalerie du royaume de France, créé en 1673 sous le nom de régiment de Listenois dragons, devenue sous la Révolution le 9e régiment de dragons.

## Création et différentes dénominations
- 14 septembre 1673 : création du régiment de Listenois dragons
- 30 août 1685 : renommé régiment de Grammont dragons
- 3 janvier 1696 : renommé régiment de Paysac dragons
- 20 mai 1699 : renommé régiment de Listenois dragons
- 1er mai 1710 : renommé régiment de Bauffremont dragons
- 2 juin 1744 : renommé régiment de Listenois dragons
- 5 mai 1747 : renommé régiment de Bauffremont dragons
- 3 mars 1773 : renommé régiment de Lorraine dragons
- 1er janvier 1791 : renommé 9e régiment de dragons

## Équipement

### Guidons
4 guidons « de ſoye rouge, Soleil au milieu brodé en or, & frangez d’or ».

### Habillement

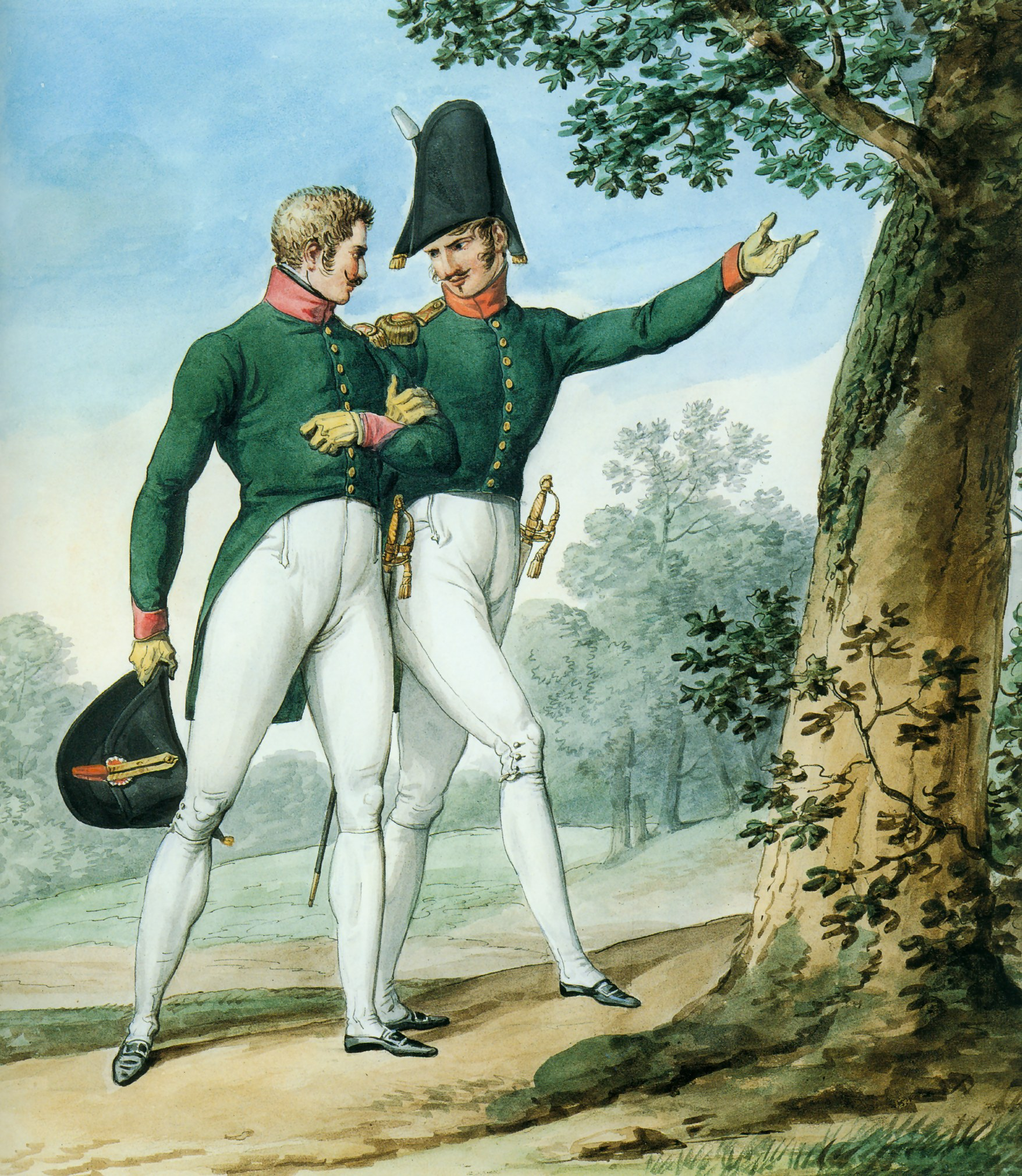
Chevau-légers de la Grande Armée en tenue mondaine, illustration de Vernet de la série La grande armée de 1812.

« Habit, manteau, doublure, paremens, veſte & culotte rouges, boutons d’étaim sur bois goudronnez, bonnet tout rouge bordé de blanc, ceinturon, &c., de peau piqué de blanc, bas blancs, chapeau bordé d’argent fin & cocarde noire ; l’Équipage rouge bordé de blanc, avec le chiffre du Régiment. ».

Uniformes
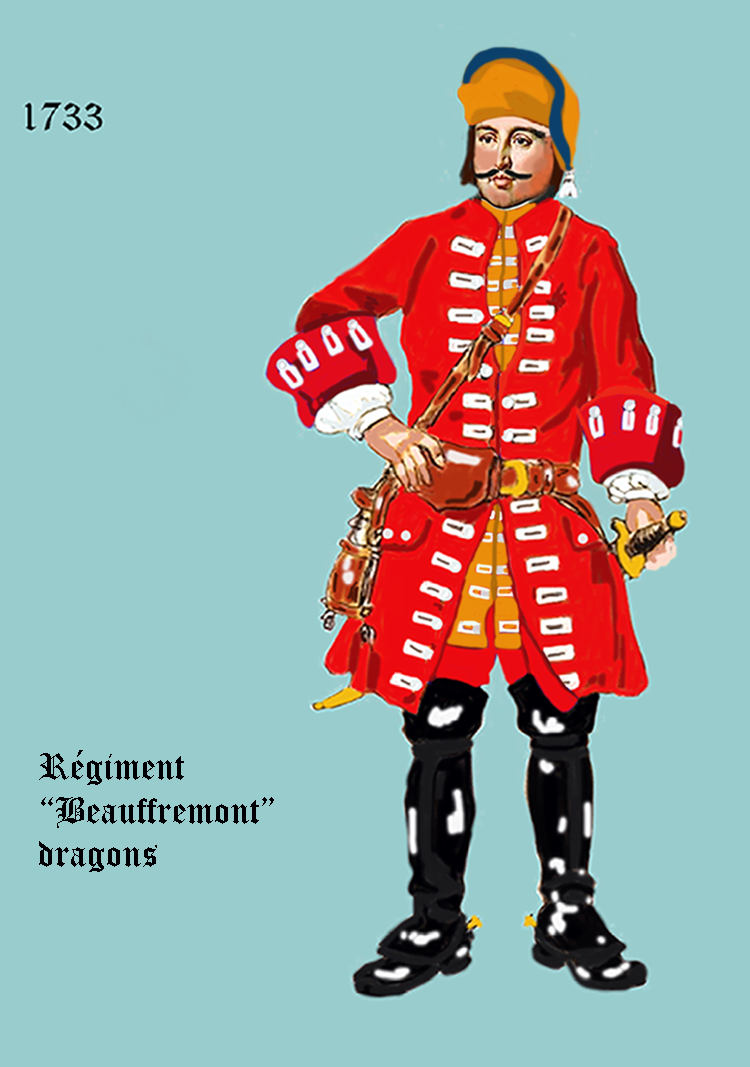
de 1733 à 1750
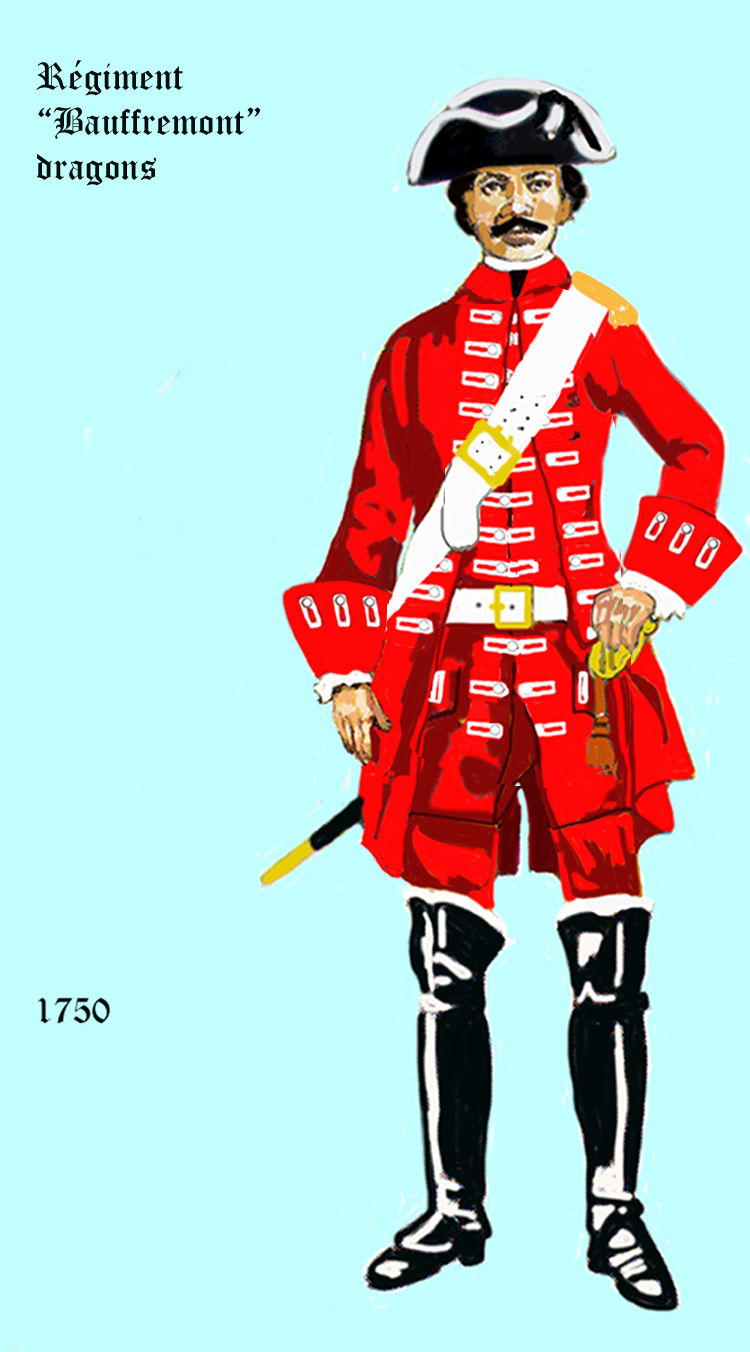
régiment de Bauffremont dragons de 1750 à 1762
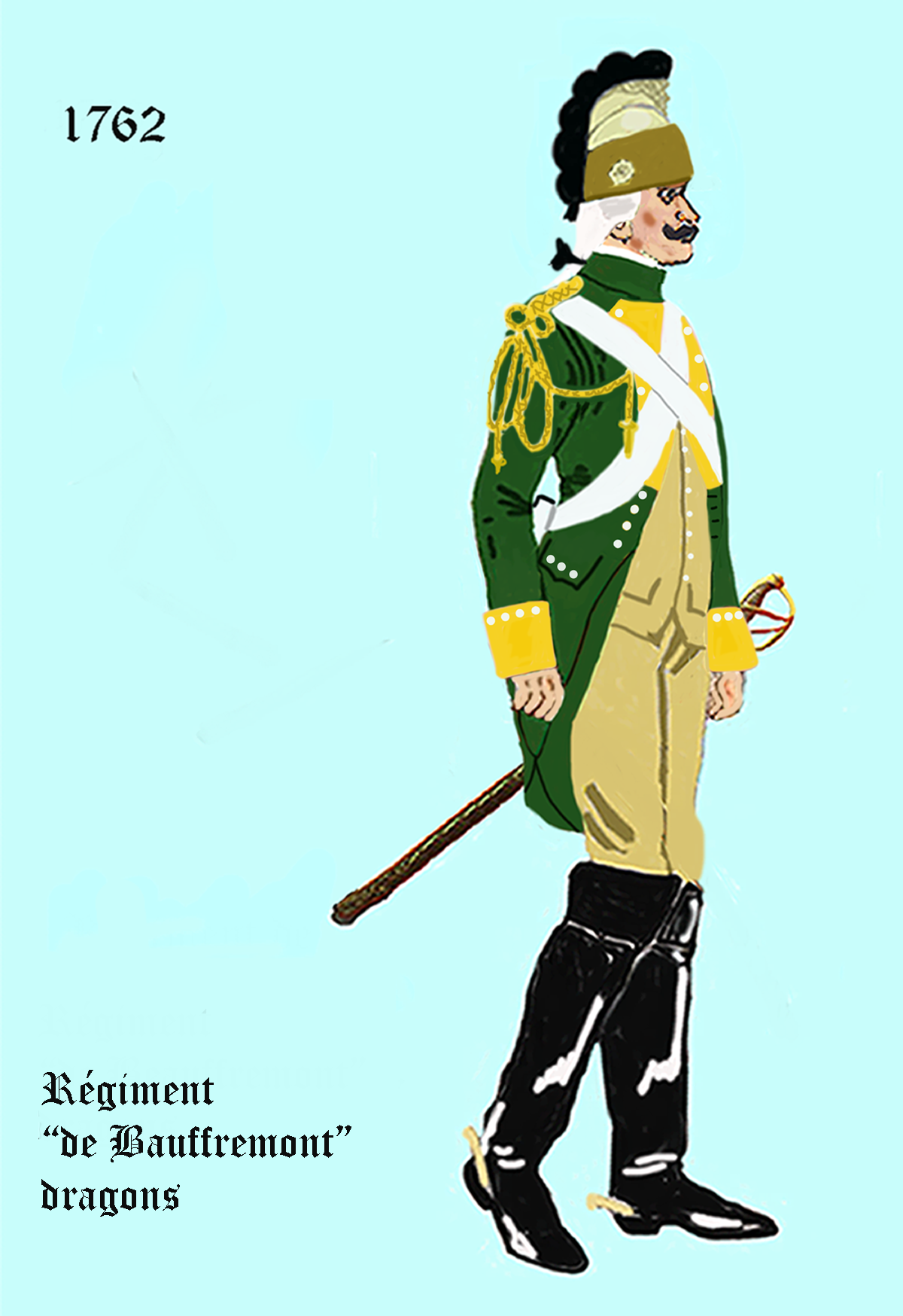
régiment de Bauffremont dragons de 1762 à 1763
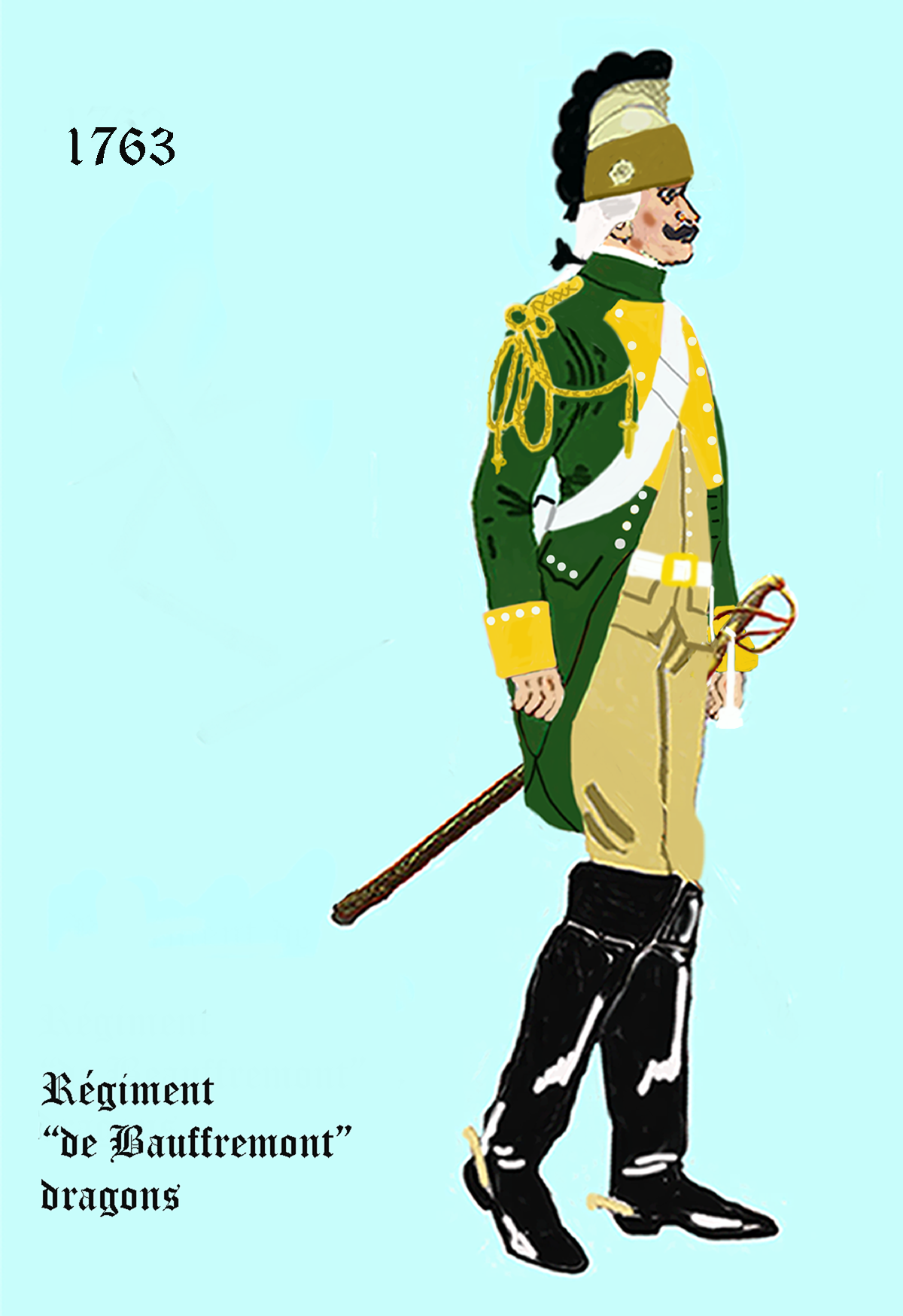
régiment de Bauffremont dragons de 1763 à 1776

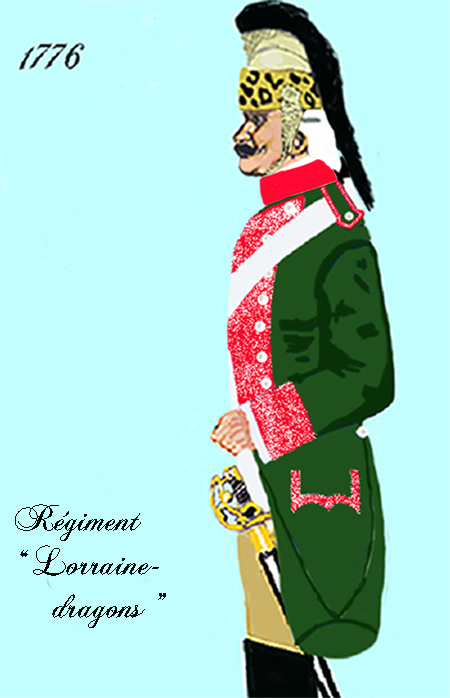
régiment de Lorraine dragons de 1776 à 1779
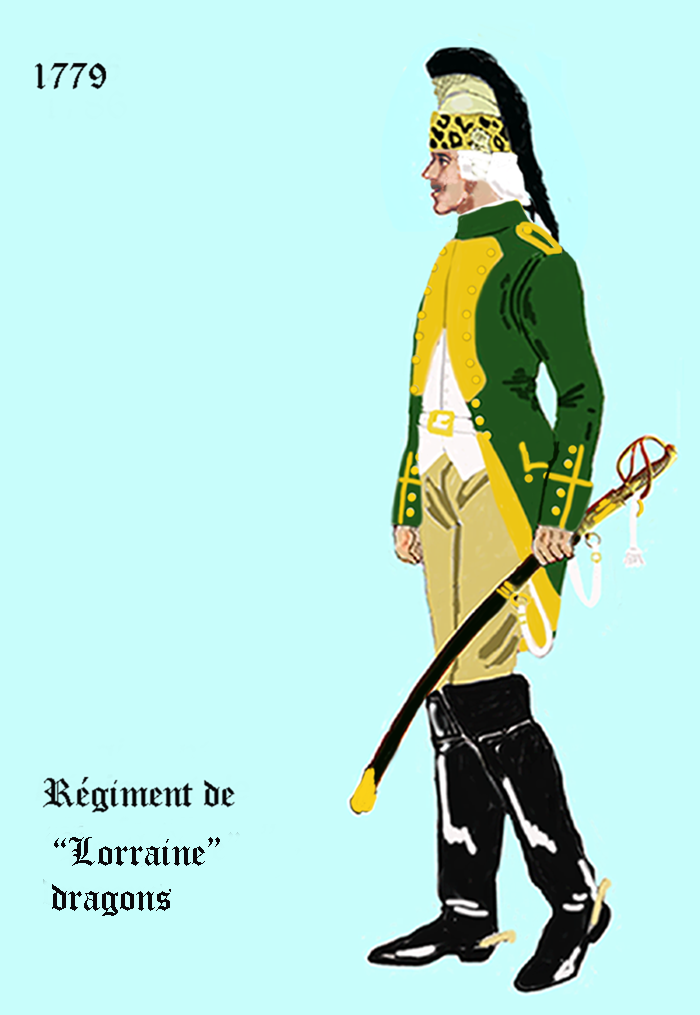
régiment de Lorraine dragons de 1779 à 1786
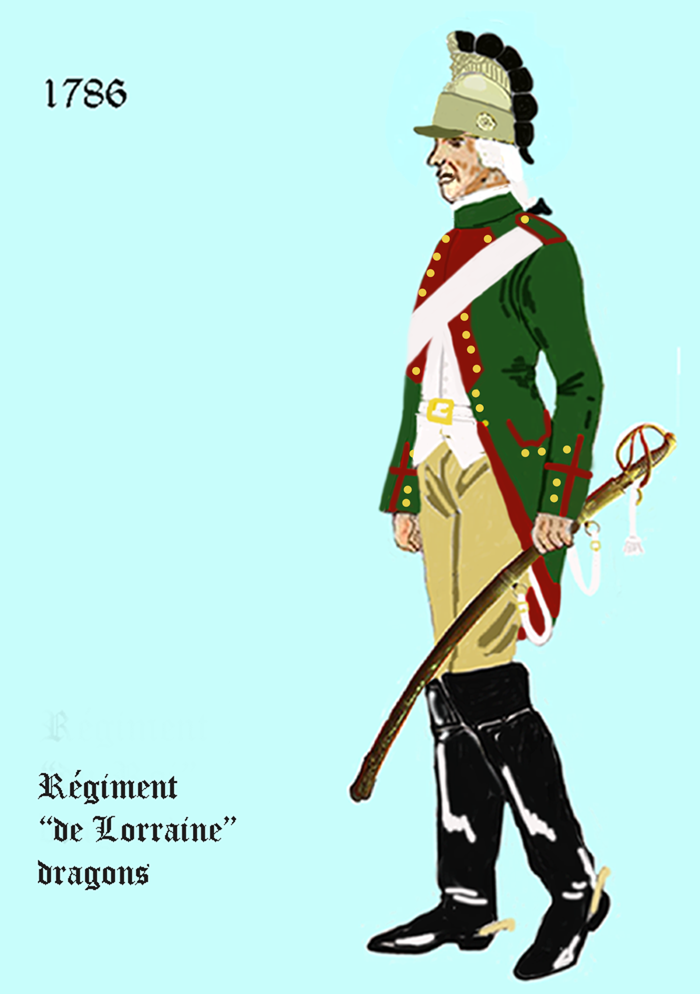
régiment de Lorraine dragons de 1786 à 1791
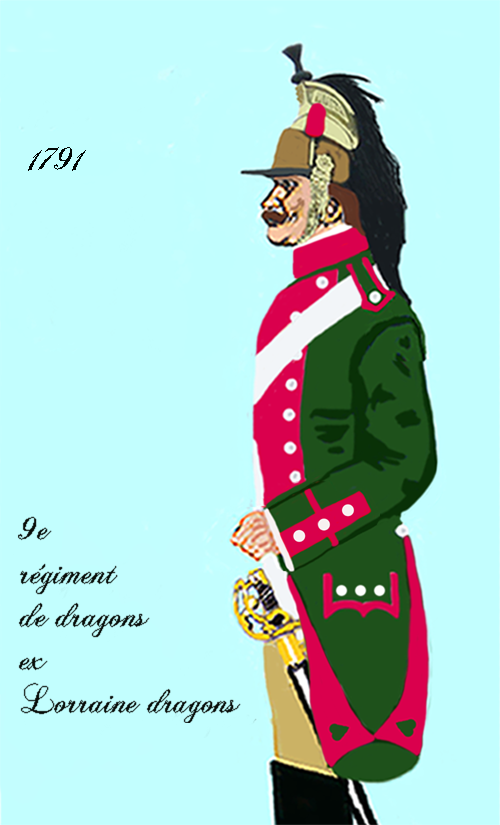
9e régiment de dragons après 1791

## Historique

### Mestres de camp-lieutenants et colonels
- 14 septembre 1673 : N. de Bauffremont, marquis de Listenois
- 14 novembre 1674 : N. de Bauffremont, marquis de Listenois
- 30 août 1685 : Jean Ferdinand, comte de Grammont, brigadier le 10 mai 1690, maréchal de camp le 3 janvier 1696, lieutenant général le 26 octobre 1704, † 23 juin 1718
- 3 janvier 1696 : Jean du Mas, vicomte puis comte de Payzac et baron d'Auriac, chevalier de Malte, frère cadet de François du Mas, marquis de Payzac, chevalier de Saint-Louis
- 20 mai 1699 : Jacques Antoine de Bauffremont, marquis de Listenois, brigadier le 26 octobre 1704, maréchal de camp le 29 mars 1710, † 24 septembre 1710
- 1er novembre 1710 : Louis Bénigne, marquis de Bauffremont, frère du précédent, 1er février 1719, maréchal de camp le 20 février 1734, lieutenant général le 1er mars 1738, † 18 juillet 1755
- 4 décembre 1730 : Louis, prince de Bauffremont, fils du précédent, brigadier le 1er janvier 1740, déclaré maréchal de camp le 7 juin 1744 par brevet du 2 mai, déclaré lieutenant général en décembre 1748 par pouvoir du 10 mai
- 2 juin 1744 : Charles Roger de Bauffremont, chevalier de Listenois
- 5 mai 1747 : Louis, prince de Bauffremont, pour la seconde fois
- 3 mars 1773 : Charles Eugène de Lorraine, prince de Lambesc
- 3 mars 1785 : Joseph Marie de Lorraine, prince de Vaudémont
- 10 mars 1788 : Louis Jean David le Trésor du Bactot
- 5 février 1792 : Philibert Louis Maurice de Fleury de Sainte-Croix
- 13 avril 1792 : Henri Christian Stengel
- 16 mai 1792 : Anne Henri Collorque de Dampmartin
- 26 janvier 1793 : Marc Antoine de La Bonninière de Beaumont
- 17 avril 1795 : Joseph André Thirion
- 20 avril 1799 : Horace François Sébastiani, maréchal de France en 1840, † 20 juillet 1851
- 31 août 1803 : Pierre Honoré Anne Maupetit, † 13 décembre 1811
- 31 décembre 1806 : Mathieu Queunot
- 14 octobre 1811 : Jean Louis Charles, baron Deschamps
- 17 avril 1815 : Louis Bro

### Composition
- 42 officiers, 4 escadrons, 16 compagnies de 25 dragons, 16 maréchaux des logis, 400 dragons, compris les brigadiers et tambours[1].

### Campagnes et batailles
- Guerre de Succession d'Autriche

11 mai 1745: bataille de Fontenoy
Le 9e régiment de dragons a fait les campagnes de 1792 à 1793 à l’armée des Alpes ; 1794 à l’armée d’Italie.
Il a fait les campagnes des ans IV et V à l’armée des Alpes ; an VI aux armées de l’Ouest et d’Helvétie ; an VII aux armées d’Helvétie et d’Italie ; an VIII et IX aux armées de réserve et d’Italie. Faits d’armes : combat d’Anghiari, le 15 janvier 1798.
Campagnes de l’an XII à l’an XIV au 2e corps de réserve de cavalerie de la Grande Armée (3e division) ; 1806 au 4e corps de réserve de la cavalerie ; 1807 au corps d’observation de la Gironde ; 1808 à l’armée de Portugal ; 1809 et 1810 à l’armée d’Espagne.
Le 4e régiment de chevau-légers lanciers a fait les campagnes de 1812 au corps d’observation de l’Elbe (3e  de cavalerie de réserve de la Grande Armée) ; 1813 et 1814 au 2e corps de cavalerie ; 1815 au 1er corps d’armée.

### Quartiers
- Huninghen et Neuf-Brisach[1]

### Personnalités ayant servi au régiment
- Armand de Belsunce
- Alexis Bidal d'Asfeld